# Salvatore Scarpitta
Salvatore Scarpitta (New York, 23 marzo 1919 – 10 aprile 2007) è stato un artista statunitense naturalizzato italiano. famoso per la sua "arte del movimento".

## Biografia
Scarpitta è nato a New York nel 1919
da padre siciliano e madre polacco-russa. La sua famiglia si è trasferita a Los Angeles quando aveva sei mesi.
Si è diplomato alla Hollywood High School e successivamente ha frequentato l'Accademia di Belle Arti di Roma.
Durante la seconda guerra mondiale si è arruolato nella Marina degli Stati Uniti dove è stato incaricato di ritrovare e catalogare le opere trafugate dai nazisti.
Prima di dedicarsi alla sua "arte del movimento", opere scultoree di parti di macchinari e slittini, ma soprattutto automobili (amava le auto e il mondo delle corse) si fece conoscere per le sue tecniche miste realizzate con bende e fasce (Alberto Moravia lo ha definito “il pittore dal braccio rotto”), dal 1959 al 1992 ha preso parte a svariate mostre organizzate dal gallerista Leo Castelli che comprendevano artisti come Andy Warhol, Robert Rauschenberg, James Rosenquist e Julian Schnabel.
Alcune sue opere fanno parte della collezione permanente del Museum of Modern Art di New York.
Durante la sua carriera artistica, espose anche a numerose edizioni della Biennale di Venezia.
Scarpitta è morto a Manhattan per complicazioni dovute al diabete.

## Curiosità
Da ragazzino, per non dover aiutare suo padre, Scarpitta si arrampicò su un albero. Un vicino che vide la scena gli domandò incuriosito la ragione della sua salita, al che il bambino di undici anni rispose semplicemente di voler battere un record di permanenza. Il vicino, essendo un giornalista, diffuse la storia di Scarpitta e dopo qualche giorno in molti conoscevano lo strano aneddoto. Il giovane ragazzo rimase circa 600 ore sull'albero e grazie alla sua perfomance, ricevette un dono di 1500 dollari, che gli permisero di regalare un viaggio in Italia alla sua famiglia. La storia ispirò Italo Calvino per il suo romanzo Il barone rampante pubblicato nel 1957.